# Districte d'Aigle

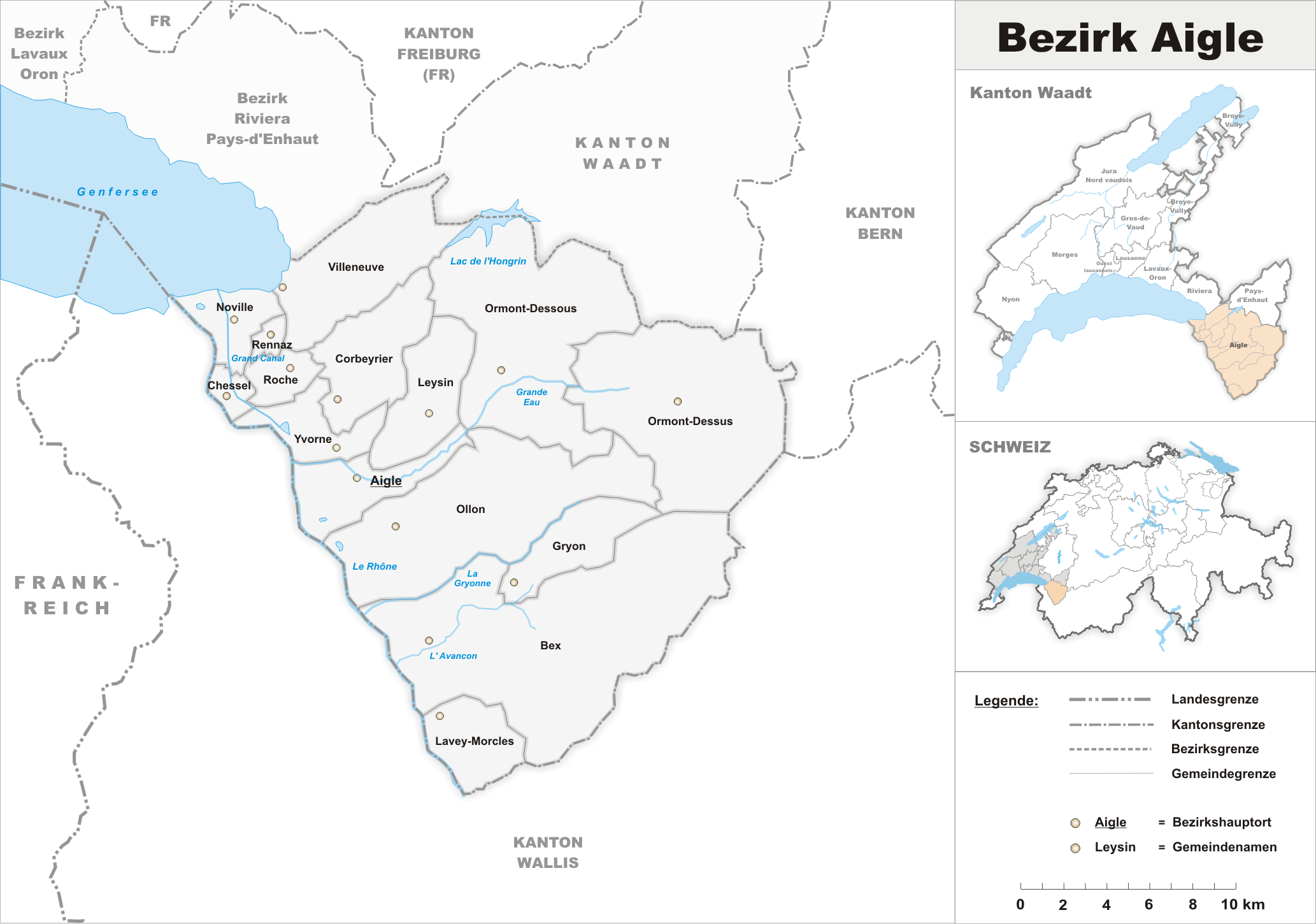
El districte d'Aigle

El Districte d'Aigle és un dels districtes actuals del cantó suís de Vaud. Té 36217 habitants (cens del 2004) i 434,85 km². És l'únic districte que no va ser modificat en la reforma de 2008 i té 15 municipis i el cap és Aigle.

## Municipis
- Aigle
- Bex
- Chessel
- Corbeyrier
- Gryon
- Lavey-Morcles
- Leysin
- Noville (Vaud)
- Ollon
- Ormont-Dessous
- Ormont-Dessus
- Rennaz
- Roche
- Villeneuve
- Yvorne